# Staurogyne spiciformis
Staurogyne spiciformis är en akantusväxtart som beskrevs av E. Hossain. Staurogyne spiciformis ingår i släktet Staurogyne och familjen akantusväxter. Inga underarter finns listade i Catalogue of Life.